# Мутизм
Мути́зм (от лат. mutus — «немой, безгласный») — в психиатрии и неврологии состояние, когда больной не отвечает на вопросы и даже не даёт понять знаками, что он согласен вступить с окружающими в контакт, при этом в принципе способность разговаривать и понимать речь окружающих у него сохранена. При мутизме отсутствует как ответная, так и спонтанная речь. Следует отличать мутизм от афазии, при которой также утрачивается способность говорить, обычно из-за какого-либо повреждения мозга. Если больной не разговаривает, но при этом у него сохранилась способность к письму, у него вероятен мутизм, но не афазия.
Может перетекать в логофобию и логоневроз.

## Варианты мутизма
Выделяются следующие варианты мутизма:
- психогенный мутизм (возможно возникновение этого типа мутизма у детей в качестве острой реакции на психическую травму либо в определённых социальных ситуациях, которые вызывают страх и тревогу);
- кататонический мутизм (при кататоническом синдроме, мутизм, обусловленный немотивированным и не имеющим внешних причин противодействием побуждению общаться);
- истерический мутизм (обычно вызван неосознаваемым и подавленным желанием больного обратить на себя внимание окружающих людей утратой способности говорить);
- акинетический мутизм (органический; обычно возникает при органических поражениях головного мозга: при огнестрельных ранах лобных отделов, гемангиомах мезенцефальной локализации, тромбозе базилярной артерии, опухоли в области III желудочка[4]).

Также выделяется селективный/элективный/избирательный мутизм — когда больной ведёт разговор только с избранным кругом лиц и только в определённых ситуациях. Данный тип мутизма встречается также в детском возрасте, чаще в возрасте 3 лет или с начала учёбы в школе, и проявляется в общении только с избранными лицами (чаще всего ребёнок контактирует со всеми членами семьи, кроме одного). Данный тип мутизма входит в медицинские классификаторы DSM-5 и МКБ-10 как отдельный диагноз, код — F94.0.

## Болезни, при которых проявляется мутизм
Мутизм является симптомом психомоторного расстройства, может наблюдаться после сотрясения и ушиба мозга,  психической травмы, пожара, гибели близких, как одно из поздних проявлений синдромокомплекса «СПИД-деменция» и т. п. Кататонический мутизм встречается при кататонической шизофрении в связи с негативизмом. Истерический — при диссоциативных (конверсионных) расстройствах и истерическом расстройстве личности. Мутизм может развиваться и при неврологических заболеваниях, например при двустороннем поражении кортико-бульбарных трактов, параличе голосовых связок и выраженной спастике.

## Лечение
Особенности ухода за больными мутизмом заключаются в том, что медсестра должна поддерживать постоянное общение с такими пациентами, используя мимику, письмо, жестикуляцию. Беседы в сочетании со средствами, стимулирующими деятельность нервной системы, весьма полезны и полностью снимают глухоту и немоту.
Для лечения мутизма по назначению врача применяют метод растормаживания. После инъекции 1 мл 10%-го раствора кофеина спустя 3—5 мин больному внутривенно очень медленно (1 мл/мин) вводят раствор амобарбитала до появления состояния лёгкого опьянения. Как правило, достаточно одной процедуры. Завершая процедуру, медсестра должна несколько раз в течение дня лечения заставлять больного отвечать на вопросы и вступать с ним в беседу.

## В обществе и в религии
Не следует относить к проявлениям мутизма известные в ряде социальных классов и в религии формы поведения, связанные с обетом молчания. Например, после некоторых психотравм, считающихся социумом постыдными, позорными (изнасилование, клеймение социальным «проклятием» «враг народа» и т. п.), социум объявляет бойкот (в иудаизме херем) провинившемуся или потерпевшему лицу, получая впоследствии аналогичную ответную реакцию лица, или лицо само принимает такое решение самостоятельно; подобная ситуация может быть и в тех случаях, когда человек начинает считать всю свою жизнь греховной по религиозным соображениям. Результатом может быть удаление в отшельничество или монастырь с многолетним молчанием по личному или социальному решению.